# Čimariko (jezična porodica)
Chimarikan.-porodica sjevernoameričkih indijanskih jezika koja prema Powersu obuhvaća jezike Indijanaca Chimariko (Chemaŕeko) s rijeke Trinity i Chimalakwe (?; dio Tsnungwe Indijanaca koji su govorili jezikom chimariko) s New Rivera u Kaliforniji. Obadva ova plemena nekada su bila brojna poput Hupa Indijanaca, od kojih su pobijeđeni i gotovo istrijebljeni. Dolaskom Amerikanaca u ovaj kraj Kalifornije, preostalo je tek 25 Chimalakwa. Powers 1875. sakuplja rječnik od kojih 250 riječi jezika chimariko, što ih saznaje od jedne od 3 posljednjih preživjelih Chimariko-žena. Godine 1889. Mr. Curtin, u dolini Hoopa Valley nalazi Chimariko muškarca od 70 ili više godina, za kojeg vjeruje da je bio jedan od posljednja 2 preživjela pripadnika plemena Chimariko. 

## Vanjske poveznice
- Chimarikan Family